# Martinique La Première (télévision)
 (janvier 2024).
Pour les articles homonymes, voir Martinique La Première.
Martinique La Première est une chaîne de télévision généraliste publique française de proximité de France Télévisions diffusée dans le département d'outre-mer de la Martinique.

## Histoire de la chaîne
En mai 1963, le gouvernement français décide d'installer la télévision à la Guadeloupe, la Martinique et La Réunion. Il est prévu de mettre en activité un émetteur de la R.T.F. près de Fort-de-France, qui desservirait 100 000 habitants afin de couvrir d'abord les zones les plus peuplées et qui serait susceptible d'extensions ultérieures.
Le 12 juillet 1964, Alain Peyrefitte, ministre de l’Information, inaugure la station de télévision de l'O.R.T.F. en Martinique. La chaîne inaugure une grande première en 1972 par la retransmission en direct par satellite des Jeux olympiques d'été de Munich.
À la suite de l'éclatement de l'O.R.T.F. en 1974, les stations régionales de télévision de l’Outre-mer français sont intégrées à la nouvelle société nationale de programme France Régions 3 (FR3), nouvelle chaîne française des régions, au sein de la délégation FR3 DOM-TOM. La chaîne devient FR3-Martinique le 6 janvier 1975 et, comme chaque station régionale métropolitaine, produit et diffuse un journal télévisé régional, mais a aussi pour charge d’assurer la continuité territoriale en matière d’audiovisuel en diffusant des émissions des chaînes de télévision métropolitaines. La couleur fait son apparition dans le courant de l'année 1978.
Le 31 décembre 1982, la chaîne prend le nom de RFO Martinique à la suite de la création de la société nationale de programmes RFO (Radio-Télévision Française d’Outre-Mer) par transfert des activités de FR3 pour l’Outre-mer. Ses missions restent inchangées mais il lui est également demandé de produire des programmes. Durant les quatorze ans qui vont suivre, RFO Martinique va progressivement se doter d’équipements techniques de qualité afin de produire et diffuser de plus en plus d’émissions régionales. La publicité est introduite en 1984.
Lorsqu'un second canal de télévision, RFO 2, est lancé en avril 1988, elle est renommée RFO 1.
La coupe du monde de football de 1990 est retransmise en direct par satellite pour la première fois.
Au 18 janvier 1993, la station démarre ses programmes à 9 h au lieu de midi, puis à partir de 7 h dès le 14 juillet 1994 et enfin à 6 h depuis le 2 octobre 1995.
Le 1er février 1999, RFO Martinique devient Télé Martinique, à la suite de la transformation de RFO en Réseau France Outre-mer.
La loi de réforme de l'audiovisuel n° 2004-669 du 9 juillet 2004 intègre la société de programme Réseau France Outre-mer au groupe audiovisuel public France Télévisions dont dépend depuis Télé Martinique. Son président, Rémy Pflimlin, annonce le 12 octobre 2010 le changement de nom du Réseau France Outre-mer en Réseau Outre-Mer 1re pour s'adapter au lancement de la TNT en Outre-Mer. Toutes les chaînes de télévision du réseau changent de nom le 30 novembre 2010 lors du démarrage de la TNT et Télé Martinique devient ainsi Martinique 1re. Le changement de nom fait référence à la place de leader de cette chaîne sur son territoire de diffusion ainsi qu'à sa première place sur la télécommande et sa numérotation en cohérence avec les autres antennes du groupe France Télévisions. Le 1er janvier 2018, à la suite d'une saisie de justice de Paris Première, chaîne câblée du Groupe M6,  Martinique 1re est renommée Martinique La Première.
Martinique La 1ère passe à la haute définition (HD) sur le satellite le 15 janvier 2020 et sur la TNT le 8 septembre 2020.

## Identité visuelle
Le logo de l'O.R.T.F. Martinique est formé des quatre lettres du sigle posées horizontalement sur trois ellipses, la lettre O en son centre formant la quatrième ellipse, évoquant aussi bien des ondes radioélectriques, que le système solaire ou la course d'un électron dans un univers fermé, sous lequel est inscrit la mention Télévision. Les indicatifs d'ouverture et de fermeture d'antenne de l'O.R.T.F. Martinique animent un enchevêtrement d'ellipses sur un fond étoilé qui, pour le premier, s'ordonnent pour former le logo de la chaîne, et pour le second, se rétractent pour former une étoile qui disparaît, comme un big bang à l'envers[source insuffisante].
Comme toutes les stations régionales de FR3, FR3 Martinique adopte le 6 janvier 1975 le nouvel habillage de la troisième chaîne nationale dont l'indicatif d'ouverture d'antenne fait figurer les neuf stations d'Outre-mer et la métropole sur une musique composée par Francis Lai.
À la suite de sa création le 31 décembre 1982, la nouvelle société nationale de programme RFO se dote d'une identité visuelle propre mettant en valeur dans son logo sa dimension mondiale et dans son ouverture d'antenne l'avance technologique de sa diffusion par satellite[source insuffisante] et en 1985, cet habillage change et devient de la 3D. L'habillage change à nouveau en 1993, en s'inspirant de celui de TF1 dans la forme rectangulaire tripartite mais en adoptant trois nouvelles couleurs, le vert pour la nature, l'orange pour la terre et le soleil et le bleu pour la mer[source insuffisante], qui resteront celles de la chaîne jusqu'en 2005.
Tout comme RFO, Télé Martinique adopte le 23 mars 2005 l'identité visuelle du groupe France Télévisions qu'elle a intégré durant l'été 2004, en utilisant le même code couleur que la chaîne France Ô, l'orange et le blanc, mais disposé sur deux trapèzes. Pour son passage sur la TNT le 30 novembre 2010, la chaîne se décline dorénavant sous le sigle « 1re » en référence à sa place de leader sur son territoire de diffusion et se dote de la même identité visuelle que les autres chaînes du groupe France Télévisions en adoptant un trapèze de couleur jaune faisant référence au soleil des territoires ultramarins. Le 29 janvier 2018, la chaîne change son identité de France Télévisions, abandonnant l'inscription « ère » du 1 du logo.

### Logos

Logo de O.R.T.F. Télévision Martinique du 12 juillet 1964 au 5 janvier 1975
Logo de FR3-Martinique du 6 janvier 1975 au 30 décembre 1982
Logo de RFO Martinique puis RFO 1 du 31 décembre 1982 à 1993
Logo de RFO 1 de 1993 au 31 janvier 1999
Logo de Télé Martinique du 1er février 1999 au 22 mars 2005
Logo de Télé Martinique du 23 mars 2005 au 29 novembre 2010
Logo de Martinique 1re du 30 novembre 2010 au 28 janvier 2018
Logo de Martinique La 1re depuis le 29 janvier 2018

### Slogans
- « Le monde est couleurs » (1993-1997)
- « Bienvenue chez vous et dans le monde ! » (2009 - 29 novembre 2010)
- « Tous première » (du 30 novembre 2010 au 31 décembre 2016)
- « Au cœur d'ici » (depuis le 1er janvier 2017)

## Organisation
Martinique La 1re est l'antenne de télévision du pôle média de proximité Martinique 1re Radio-Télé-Internet, déclinaison du pôle La Première de France Télévisions.

### Dirigeants
Directeurs régionaux :
- Marijosé Alie-Monthieux : 01/02/1999 - 16/08/2002
- Jean-Philippe Pascal : 17/08/2009 - 31/08/2014
- Augustin Hoareau : 01/09/2014 - 30/11/2017
- Yolaine Poletti : depuis le 1er décembre 2017

Directeur de l'antenne :
- Jérémy Edouard

Responsable des programmes :

#### Rédaction en chef
Rédacteurs en chef :
- Gérald Prufer : 1999 - 2001
- Frédérique Machoro

### Budget
Martinique La 1re dispose d'un budget de 23 millions d’euros versés par La Première et provenant pour plus de 90 % des ressources de la redevance audiovisuelle et des contributions de l’État français allouées à France Télévisions. Comme toutes les chaînes du groupe audiovisuel public, Martinique La 1re est autorisée à diffuser de la publicité entre 6 h et 20 h, dont elle tire aussi une partie de ses ressources, plafonnées à 10 % afin de ne pas anéantir la concurrence.

### Siège
Martinique La 1re est installée à la tour Lumina depuis fin 2018, et précédemment à Clairière sur les hauteurs de Fort-de-France.

### Missions
Les missions de Martinique La 1re sont de produire des programmes de proximité, de valoriser la région Martinique sur les écrans nationaux, de participer à l’interrégionalité à travers la diffusion ou la coproduction d’émissions en collaboration avec Guadeloupe La 1re et Guyane La 1re et de tisser des liens de coopération avec les télévisions de la Caraïbe et à l'international par la coproduction de magazines et par le biais de France Ô.

## Programmes
Jusqu'au démarrage de la TNT en Outre-mer, les chaînes de télévision métropolitaines ne sont alors pas diffusées en Martinique. Télé Martinique diffuse ainsi 7160 heures de programmes chaque année, dont 639 heures de productions locales, composées de productions propres, de programmes issus des autres stations RFO (information, magazines de RFO Paris), mais surtout de rediffusions ou de reprise en direct des programmes des chaînes du groupe France Télévisions (journaux d'information, magazines, sport, fictions, jeux, films, divertissements et émissions pour la jeunesse), de TF1 (fictions, programmes sportifs, séries et télé-réalité), d'ARTE et de producteurs indépendants.
Depuis le 30 novembre 2010 et l'arrivée des chaînes publiques métropolitaines, Martinique 1re a dû accroître ses productions propres, avec 25 % de programmes locaux en plus, donnant la priorité à la proximité et traitant des problèmes économiques et sociaux du département (émissions spéciales, débats politiques, captation de spectacles, matches de football, meeting d’athlétisme, messe de minuit, grande fête de Martinique 1re et le téléthon. Sur le plan culturel, deux événements sont particulièrement mis en avant et diffusés en direct chaque année : le Carnaval et le Tour de la Martinique des yoles rondes. La chaîne est désormais libre de choisir elle-même ses programmes et, grâce à l'augmentation de budget dont elle bénéficie, elle dispose des moyens nécessaires pour produire, co-produire et acheter. La possibilité de reprendre certains programmes des chaînes de France Télévisions reste toujours possible (comme le Soir 3) et les grands rendez-vous sportifs, notamment le football, le rugby, le tennis, le cyclisme sont désormais tous diffusés en direct par satellite depuis Paris.

### Audience
Depuis janvier 2015, Martinique La 1re est la chaîne de télévision la plus regardée de Martinique en part d'audience devant ATV, et reste en tête en audience cumulée. Sous l'impulsion du nouveau directeur régional, Augustin Hoareau, Martinique 1ère accentue sa transformation digitale.

## Diffusion
Pendant 47 ans, la chaîne de télévision publique fut diffusée sur le réseau analogique hertzien VHF et UHF SÉCAM K’ du département via 31 émetteurs TDF qui ont tous été éteints le 29 novembre 2011 vers 10 h (heure locale), date du passage définitif de la Martinique au tout numérique terrestre.
Martinique La 1re est aujourd'hui diffusée dans le département de la Martinique sur le premier canal du multiplex ROM1 de la TNT sur vingt émetteurs TDF (Bellefontaine Le Ventre à Terre sur le canal 40, Bellefontaine Fond Boucher sur le canal 33, Case-Pilote Sud de l'Agglomération sur le canal 40, Fonds-Saint-Denis Morne des Cadets sur le canal 48, Fort-de-France Morne Bigot sur le canal 41, Fort-de-France La Clairière sur le canal 40, Grand'Rivière Habitation Beauséjour sur le canal 33, La Trinité Morne Pavillon sur le canal 33, Le Carbet Morne Lajus sur le canal 31, Le Morne-Rouge l'Aileron sur le canal 48, Le Morne-Vert Morne Moulinguet sur le canal 31, Le Prêcheur Coquette sur le canal 31, Le Vauclin Morne Beauséjour sur le canal 40, Le Vauclin Morne Carrière sur le canal 43, Macouba Habitation Bellevue sur le canal 33, Rivière-Pilote Morne Aca sur le canal 30, Saint-Joseph Bois du Parc sur le canal 41, Saint-Pierre Morne Folie sur le canal 31, Sainte-Marie La Chapelle sur le canal 33 et Schœlcher Fond Lahayeau sur le canal 31) au standard UHF PAL MPEG-4 et au format 16/9 en 1080i (HD) depuis le 30 novembre 2010.
Elle est aussi diffusée par satellite sur Canalsat Caraïbes et sur la TV d'Orange Caraïbe, par câble via Numericable en Martinique et Guadeloupe et sur Marpin 2K4 Cable TV en Dominique, ainsi que par télévision IP sur Box Mediaserv et OnlyBox.
La chaîne émet en HD uniquement sur la TNT et le satellite, elle est diffusée en SD sur les autres canaux.